# Anton-Wachter-Preis
Der Anton-Wachter-Preis (Anton Wachterprijs) ist ein niederländischer Literaturpreis. Er wird seit 1977 alle zwei Jahre vom Zentralkomitee 1945 (Centraal Comité 1945), der friesischen Gemeinde Harlingen und dem Vestdijkkring für das beste Romandebüt vergeben. Benannt ist der Preis nach der Romanfigur Anton Wachter, Hauptcharakter und Alter Ego eines Romanzyklus von Simon Vestdijk. Die Auszeichnung besteht aus einem Geldbetrag in Höhe von 2000 Euro sowie einer Replik der Figur Anton Wachter auf der Voorstraat Harlingens. Traditionsgemäß findet die Preisverleihung in der Geburtsstadt Vestdijks in Harlingen (im Romanzyklus Lahringen) statt.

## Preisträger

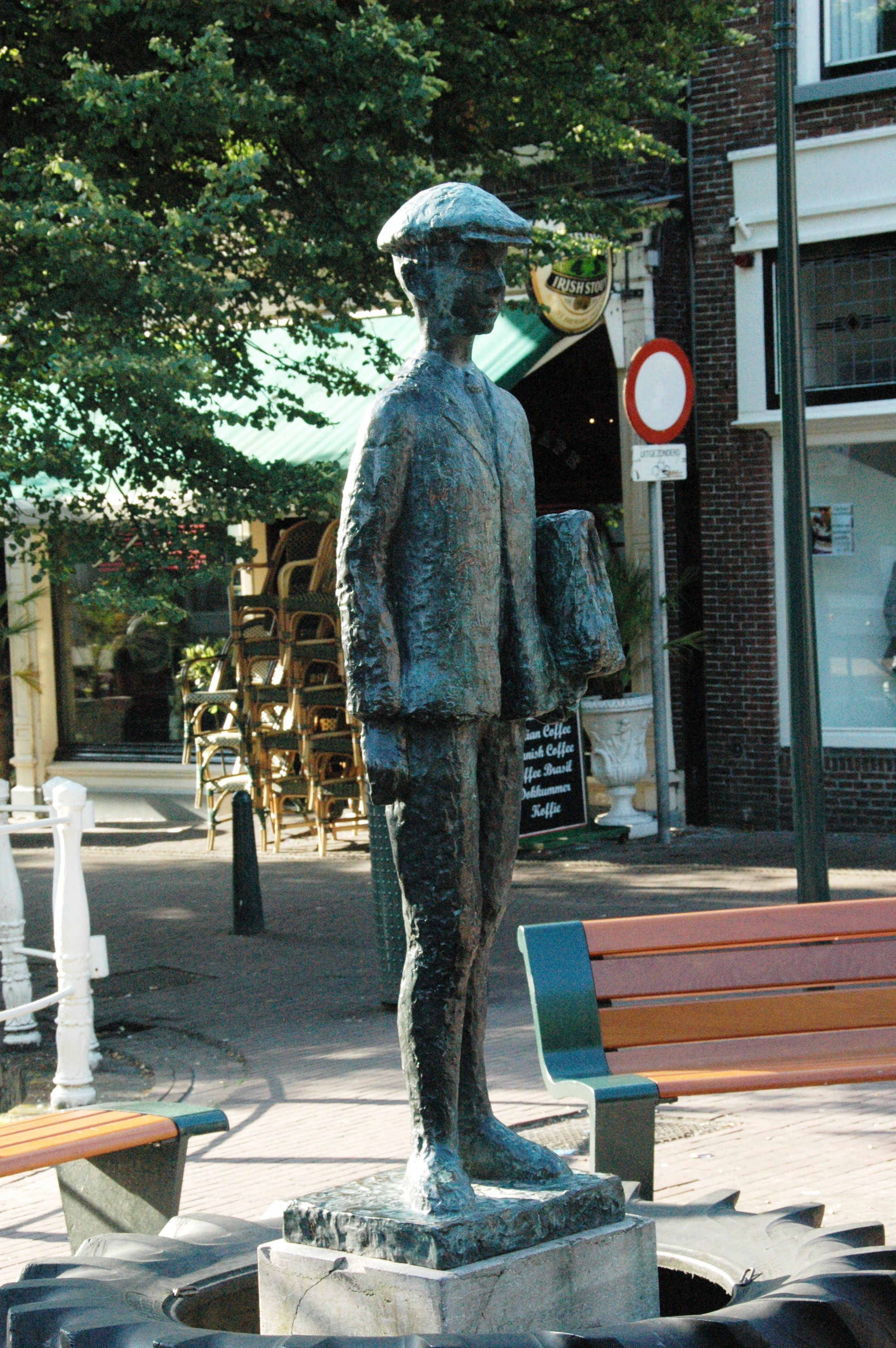
Suze Boschma-Berkhout (Bildhauerin) Figur von Anton Wachter, Voorstraat in Harlingen

| Jahr | Autor                                                             | Buch niederländisch                 | Buch deutsch, ISBN-Code (de)                                        | ISBN-Code (nl)         | ISBN-E-Book (nl)        |
| ---- | ----------------------------------------------------------------- | ----------------------------------- | ------------------------------------------------------------------- | ---------------------- | ----------------------- |
| 1977 | Frans Kellendonk                                                  | Bouwval                             | -                                                                   | ISBN 90-253-2760-5     | -                       |
| 1979 | Patrizio Canaponi (Pseudonym von A.F.Th. van der Heijden)         | Een gondel in de Herengracht        | -                                                                   | ISBN 90-417-0759-X     | -                       |
| 1981 | Peter Joannes Burgstedde                                          | Mijn boosaardige zuster Elektra     | -                                                                   | ISBN 90-6005-174-2     | -                       |
| 1984 | Tessa de Loo                                                      | De meisjes van de suikerwerkfabriek | Die Mädchen von der Süßwarenfabrik. ISBN 3-423-11944-6              | ISBN 2-87427-203-5     | ISBN 90-295-7706-1.     |
| 1986 | Wessel te Gussinklo                                               | De verboden tuin                    | -                                                                   | ISBN 90-290-4863-8     | -                       |
| 1988 | Gijs IJlander                                                     | De kapper                           | -                                                                   | ISBN 90-204-0527-6     | -                       |
| 1990 | Herman Stevens                                                    | Mindere goden                       | -                                                                   | ISBN 90-446-0351-5     | -                       |
| 1992 | Paul Verhuyck                                                     | De doodbieren                       | -                                                                   | ISBN 90-295-5112-7     | -                       |
| 1994 | Arnon Grunberg                                                    | Blauwe maandagen                    | Blauer Montag, ISBN 3-257-06133-1, Taschenbuch, ISBN 3-257-23128-8. | ISBN 90-388-9065-6     | ISBN 90-388-9615-8.     |
| 1996 | Nanne Tepper                                                      | De eeuwige jachtvelden              | -                                                                   | ISBN 90-234-5739-0     | ISBN 90-234-4964-9.     |
| 1998 | Sipko Melissen                                                    | Jonge mannen aan zee                | -                                                                   | ISBN 90-214-7464-6     | -                       |
| 2000 | Marek van der Jagt (Pseudonym von Arnon Grunberg) Preis abgelehnt | De geschiedenis van mijn kaalheid   | Amour Fou, ISBN 3-257-23366-3                                       | ISBN 90-5226-902-5     | -                       |
| 2002 | Ilja Leonard Pfeijffer                                            | Rupert, een bekentenis              | -                                                                   | ISBN 90-295-3636-5     | ISBN 90-295-8258-8.     |
| 2004 | Arjan Visser                                                      | De laatste dagen                    | -                                                                   | ISBN 90-457-0261-4     | -                       |
| 2006 | Christiaan Weijts                                                 | Art. 285b                           | -                                                                   | ISBN 90-295-6613-2     | ISBN 90-295-6935-2.     |
| 2008 | Anne-Gine Goemans                                                 | Ziekzoekers                         | -                                                                   | ISBN 978-90-445-1892-4 | -                       |
| 2010 | Maartje Wortel                                                    | Dit is jouw huis                    | -                                                                   | ISBN 978-90-234-5500-4 | ISBN 978-90-234-4285-1. |
| 2012 | Peter Buwalda                                                     | Bonita Avenue                       | Bonita Avenue, ISBN 978-3-498-00672-3                               | ISBN 978-90-234-7570-5 | ISBN 978-90-234-5010-8. |
| 2014 | Niña Weijers                                                      | De consequenties                    | Die Konsequenzen, ISBN 978-3-518-42558-9                            | ISBN 978-90-254-4292-7 | ISBN 978-90-254-4293-4. |
| 2016 | Roos van Rijswijk                                                 | Onheilig                            | (Unheilig)                                                          | ISBN 978-90-214-0166-9 | -                       |
| 2018 | Ellen de Bruin                                                    | Onder het ijs                       | -                                                                   | ISBN 9789044634457     | ISBN 9789044634464.     |
| 2020 | Annemarie Haverkamp                                               | De achtste dag                      | -                                                                   | ISBN 978-90-488-4530-9 | -                       |
| 2022 | Simone Atangana Bekono                                            | Confrontaties                       | -                                                                   | ISBN 978-90-48842-43-8 | -                       |
| 2024 | Tiemen Hiemstra                                                   | W.                                  | -                                                                   | ISBN 9789493168633     | -                       |